# William Lindesay-Bethune, Visconde Garnock
William James Lindesay-Bethune, Visconde Garnock (30 de dezembro de 1990), é o terceiro filho e filho mais velho de James Lindesay-Bethune, 16.º Conde de Lindsay, e membro da aristocracia britânica.

## Biografia
William é membro da família Lindesay-Bethune, de ascendência escocesa. É o terceiro filho e o filho mais velho de James Lindesay-Bethune, 16.º Conde de Lindsay, e de Diana Mary Chamberlayne-Macdonald, neta de Sir Alexander Somerled Angus Bosville Macdonald de Sleat, 16.º Baronete. Tem quatro irmãos, incluindo Charlotte Lindesay-Bethune (nascida em 1993), casada com o Príncipe Jaime, Duque de Noto, herdeiro da chefia da Casa de Bourbon-Duas Sicílias, e Frances Mary Gabinsky (nascida em 1986), casada com Rostislav Gabinsky.
Como herdeiro do seu pai, detém actualmente o título de cortesia de Visconde Garnock.
Segundo consta, fundou a Feragaia, uma empresa de bebidas espirituosas não alcoólicas.
Lindesay-Bethune conheceu Manners no final de 2023, na residência da sua família na Escócia. Foram apresentados pela irmã e pelo cunhado de William, o Duque e a Duquesa de Noto, que convidaram Manners para uma festa de Ano Novo.
Em julho de 2024, após seis meses de namoro à distância, William ficou noivo de Violet Manners, filha mais velha de David Manners, 11.º Duque de Rutland, e de Emma Manners, Duquesa de Rutland. Foi noticiado que o casamento se realizaria no Castelo de Belvoir e que seria uma cerimónia privada, sem acesso ao público.
O casamento de William e Violet teve lugar a 21 de junho de 2025 no Castelo de Belvoir, na presença de numerosos membros da aristocracia britânica. Foram casados na Igreja de Santa Maria Virgem, em Bottesford. O noivo usou um kilt no tartã da família Lindesay, completo com um sporran com franjas.  A cerimónia, celebrada por Stuart, vigário da família Manners há 20 anos, assinalou a união de duas famílias distintas com ligações ancestrais aos pariatos inglês e escocês, cujas linhagens remontam, respetivamente, à Conquista Normanda e ao século XVII. Os padrinhos foram Archie, Lorde Cochrane, e o Hon. David Lindesay-Bethune, e entre os convidados do casamento estiveram Tatiana Mountbatten, Sabrina Percy e Flora Vesterberg. A lua-de-mel teve lugar na África do Sul.